# Лапишница
Лапишница је ријека која извире у општини Источни Стари Град, у Републици Српској и Босни и Херцеговини. Лапишница је десна притока Миљацке са ушћем низводно од старе Козје ћуприје.

## Водоток
Водоток Лапишнице је бујичног карактера. Лапишница никада не пресушује у сушном периоду године. С обзиром да никада нису вршена хидролошка истраживања, може се констатовати да се ради о хидролошки неизученом сливу. Водоток Лапишнице има изразито издужен слив са бројним повременим притокама, а у највишем дијелу слива има назив Царев поток.

## Рефереце
1. ↑  Удружење Бистро БиХ: Ријека Лапишница